# Goodenia macmillanii
Goodenia macmillanii är en tvåhjärtbladig växtart som beskrevs av Ferdinand von Mueller. Goodenia macmillanii ingår i släktet Goodenia och familjen Goodeniaceae. Inga underarter finns listade i Catalogue of Life.